# Heimat und Arbeit
Heimat und Arbeit (Heimat + Arbeit) war nach dem Ende des NS-Staats eine der ersten großen regionalen Ausstellungen für Malerei, Grafik, Architektur und Kunstgewerbe  in der Sowjetischen Besatzungszone. Sie fand vom 30. November bis 24. Dezember 1946 in Dippoldiswalde statt. Veranstalter war die Gewerkschaft 17 Kunst, Schrifttum, freie Berufe im Freien Deutschen Gewerkschaftsbund. Zu Ausstellung gehörte eine Sonderschau Das schöne Buch.
Die Ausstellung sollte einen Beitrag zur Überwindung der Folgen der NS-Herrschaft und zum geistigen Neuaufbau leisten. Rudolf Grimmer, der Landrat des Kreises Dippoldiswalde, schrieb im Geleitwort des Katalogs: 
„Die vornehmste Aufgabe der darstellenden Kunst muss sein, im Aufbau des neuen Deutschlands mit ihren besten Kräften zu wirken. Ihr Werk soll dazu beitragen, Reaktion und kulturellen Tiefstand des letzten Jahrzehnts zu überwinden. Niemals wieder dürfen im Kunstbetrachten, im Kunstschaffen rassische oder völkische Irrlehren bestimmend sein.“
Kurt Liebmann schrieb: 
„Die Menschen, die Grauen und Leid, die Diktatur der Lüge und die ausschweifende Maßlosigkeit jeder Lebensform erlebt haben, wenden sich wieder den objektiven Werten, den einfachen, schlichten Dingen zu. Sie stellen an die Künstler die Forderung: Zeigt uns die Welt der unverstellten Wahrheit. … Die Kunst soll nicht nur mehr Abbild sein, sondern Vorbild. Sie soll den ganzen Menschen mit aller Leidenschaft ergreifen und erheben.“
An der Ausstellung beteiligten sich 51 Malerinnen und Maler, drei Bildhauerinnen und Bildhauer, sechs Grafikerinnen und Grafiker, zwei Architekten und 14 Kunstgewerblerinnen und Kunstgewerbler. Die Mehrzahl der Teilnehmer hatte lediglich regionale Bedeutung oder ist in Vergessenheit geraten.
Leiter der Ausstellung waren Fritz Däbritz und Paul-Wolrad Grahl. Zur sechsköpfigen Jury gehörten u. a. Hans Christoph, Bernhard Kretzschmar und Max Möbius.

## Weblink
- Heimat + Arbeit. Kunstausstellung für Malerei, Grafik, Architektur und Kunstgewerbe, Dippoldiswalde vom 30. November bis 24. Dezember 1946. Ausstellungskatalog. 1946, abgerufen am 26. März 2024.